# Friedrich Widebrand
Friedrich Widebrand (auch Wiedebram, Widbram, Widebram; * 4. Juli 1532 in Pößneck; † 2. Mai 1585 in Heidelberg) war ein deutscher evangelischer Theologe.

## Leben
Nach üblichem Schulbesuch nahm Widebrand zuerst ein Studium an der Universität Jena auf. Von dort wechselte er am 12. November 1551 an die Universität Wittenberg, wo er sich 1555 den Magister an der Artistenfakultät erwarb. Daraufhin wurde er Rektor in Johannisschule in Zerbst und ging in gleicher Funktion 1562 nach Eisenach. 1563 wurde er als Professor der Lateinischen Sprache und Logik an die Universität Jena berufen und folgte 1569 einem Ruf als Professor der Ethik nach Wittenberg. Nachdem er am 5. Mai 1570 zum Lizentiaten und am 11. Mai desselben Jahres unter Georg Major zum Doktor der Theologie promoviert worden war, übernahm er die vierte Professur an der Theologischen Fakultät der Universität und trat damit die Nachfolge von Paul Eber als Generalsuperintendent des sächsischen Kurkreises an und wurde damit Oberpfarrer an der Wittenberger Stadtkirche.
Als Herzog Johann Wilhelm von Sachsen-Weimar gestorben war, übernahm Kurfürst August von Sachsen am 6. Juli 1573 das Patronatsrecht in Sachsen-Weimar, da Friedrich Wilhelm I. von Sachsen-Weimar noch minderjährig war. Widebrand wurde beauftragt, die Visitationen der Kirchen und Schulen dort durchzuführen. Dabei geriet er in Auseinandersetzungen mit dem dort weilenden Gnesiolutheraner Matthias Flacius, der ihn als Philippisten anprangerte. Die Streitigkeiten zwischen Philippisten und Gnesiolutheranern fanden durch die Torgauer Artikel 1574 ein jähes Ende. Auch Widebrand verweigerte seine Unterschrift unter den Revers der Torgauer Artikel, wurde daraufhin gefangen genommen und nach Leipzig in die Pleißenburg gebracht. Zermürbende Haftbedingungen veranlassten ihn, nach einigem Zögern den Revers doch zu unterschreiben. Daraufhin wurde er aus der Haft entlassen und konnte in sein Wittenberger Haus zurückkehren. Dennoch war er aus allen Ämtern enthoben worden. Er bat deswegen um die Erlaubnis, Sachsen verlassen zu dürfen. Er wandte sich zunächst in kirchlichen Angelegenheiten nach Bremen. 1583 hielt er sich in Solms auf, und 1584 wurde er als kurpfälzischer Kirchenrat nach Heidelberg berufen, wo er die Kirchen und Schulen nach reformiertem Vorbild ausrichtete und bis zu seinem Lebensende blieb.
Friedrich Widebrand starb 1585 im Alter 52 von Jahren. Sein Grabstein befindet sich an der Peterskirche in Heidelberg. Im Chor der Kirche ist zudem eine ihm gewidmete Gedenktafel angebracht, die von seiner Ehefrau Elisabeth gestiftet wurde.

## Werke
- Elegia in natalem Christi, dedicata generosis et nobilibos Dominis. Wittenberg 1555
- Epithalamion scriptum in nuptias docti et honesti. Wittenberg 1559
- Typus depositionis scholasticae heroico carmine descriptus. Wittenberg 1569 (urn:nbn:de:bvb:12-bsb00032440-1)
- Psalterium Davidis integrum, carmine redditum. Straßburg 1579 (Digitalisat)
- Poematum liber primus, Heidelberg 1601 (Digitalisat in der Google-Buchsuche)